# Creatina
La creatina (dal greco κρέας, krèas, "carne") è un derivato amminoacidico che può essere sintetizzato dal fegato (1 g/die) a partire da arginina, S-adenosil metionina e glicina, ed è utilizzato nei muscoli dei mammiferi per rigenerare ATP durante i primi secondi della contrazione muscolare.
Quando si assume creatina di origine animale, si ha la sua fosforilazione sull'azoto non glicinico a fosfocreatina. Normalmente viene ricercato il suo prodotto di degradazione nelle urine e nel sangue, la creatinina, attraverso un esame chiamato creatininemia, come indice della funzionalità renale.
Viene impiegata nella terapia medica e come integratore utilizzato dagli sportivi soprattutto in discipline anaerobiche, come ad esempio culturismo, sollevamento pesi e simili.

## Storia
La creatina fu scoperta dal chimico francese Michel Eugène Chevreul nel 1832, ma solo nel 1847 fu confermata la sua presenza nella carne dal chimico tedesco Justus von Liebig, dopo aver condotto degli esperimenti sulla muscolatura umana, dove la creatina si trova in maggior quantità rispetto agli altri tessuti. Grazie al confronto tra carni di volpi selvatiche e di volpi in cattività, Liebig ipotizzò che la maggiore o minore concentrazione di creatina nei muscoli fosse legata all'attività motoria.
Gli studi di Wilhelm Heinrich Heintz e Max von Pettenkofer portarono alla scoperta della creatinina, molecola presente nell'urina e prodotta dalla metabolizzazione della creatina. Osservando il rapporto tra la quantità di creatina assunta oralmente e la quantità di creatinina presente nell'urina si arrivò a ipotizzare che parte della creatina assunta oralmente (tramite dieta, per esempio) potesse essere trattenuta dalla muscolatura, per rinforzarla o per sostenerne lo sforzo fisico. Gli studi di Otto Folin nel 1912 e di W. Denis nel 1914 stabilirono che l'aumento di creatina nei muscoli tramite assunzione orale poteva arrivare fino al 70%. Ma solo durante gli anni ottanta e novanta la sostanza è entrata nella cultura popolare con il diffondersi del culto del corpo e del benessere.

## Aspetti generali
La creatina è chimicamente conosciuta come un composto azotato non proteico, cioè un composto contenente azoto, ma non una proteina di per sé. Nel corpo umano la creatina viene sintetizzata nel fegato e nel pancreas dagli amminoacidi arginina, glicina e metionina. Circa il 95% della creatina del corpo è immagazzinata nel muscolo scheletrico. Inoltre, piccole quantità di creatina si trovano anche nel cervello e nei testicoli. Circa due terzi della creatina presente nel muscolo scheletrico è depositata come fosfocreatina (PCr), mentre la parte rimanente è immagazzinata come creatina libera.
Il pool di creatina totale (PCr + creatina libera) medio del muscolo scheletrico è di circa 120 grammi per un individuo di 70 kg. Tuttavia, l'uomo medio ha la capacità di depositare fino a 160 grammi di creatina in determinate condizioni. Il corpo scinde circa l'1-2% del pool totale di creatina al giorno (circa 1-2 grammi) in creatinina nel muscolo scheletrico. La creatinina viene poi escreta nelle urine. La creatina endogena viene sintetizzata principalmente nel fegato. Da questa sede viene poi rilasciata nel flusso sanguigno e captata dalle fibre muscolari prevalentemente per mezzo di un trasportatore di creatina sodio cloruro-dipendente, il CreaT1. Esistono in realtà due isoforme di trasportatori della creatina, il CreaT1 e il CreaT2, di cui il secondo è principalmente attivo e presente all'interno dei testicoli.
È stato osservato che la creatina assunta attraverso la supplementazione viene assorbita dal muscolo esclusivamente mediante il CreaT1. Le scorte di creatina possono essere recuperate ottenendola con la dieta o attraverso la sintesi endogena a partire dai tre amminoacidi glicina, arginina e metionina. Le fonti alimentari di creatina sono carne e pesce. Tuttavia, per ottenere solo un grammo di creatina, queste fonti alimentari devono essere consumate in grandi quantità. L'integrazione alimentare di creatina fornisce un mezzo economico ed efficace per aumentare la disponibilità alimentare di creatina senza un'eccessiva assunzione di grassi e/o di proteine.
La creatina è diventata uno dei supplementi ergogenici più studiati e scientificamente validati per gli atleti. Biochimicamente parlando, l'energia fornita per rifosforilare l'adenosina difosfato (ADP) ad adenosina trifosfato (ATP) durante e dopo l'esercizio fisico intenso dipende in gran parte dalla quantità di fosfocreatina (PCr) depositata nel muscolo. Con l'esaurimento delle scorte di PCr durante l'esercizio intenso, la disponibilità di energia diminuisce a causa della incapacità di risintetizzare ATP nella quantità richiesta per continuare l'esercizio ad alta intensità. Di conseguenza, la capacità di mantenere costante il livello di sforzo diminuisce. La disponibilità di PCr nel muscolo può influenzare significativamente la quantità di energia generata durante brevi periodi di esercizio ad alta intensità. Inoltre, è stato ipotizzato che l'aumento del contenuto di creatina muscolare, attraverso l'integrazione di creatina, possa aumentare la disponibilità di PCr consentendo un tasso accelerato di risintesi di ATP durante e dopo l'esercizio ad alta intensità e di breve durata. Teoricamente, la supplementazione di creatina durante l'allenamento può portare a maggiori adattamenti indotti a causa di una migliore qualità e un maggiore volume di lavoro svolto. In termini di potenziali applicazioni mediche, la creatina è intimamente coinvolta in una serie di vie metaboliche. Per questo motivo, i ricercatori medici hanno indagato il potenziale ruolo terapeutico della supplementazione di creatina in diverse popolazioni di pazienti.

## Benefici sulla prestazione e sugli adattamenti indotti dall'esercizio
La creatina è uno degli integratori sportivi più studiati e popolari degli ultimi 20 anni. La creatina è stata riconosciuta come il supplemento dietetico più efficace in grado di aumentare la forza muscolare e la generale prestazione anaerobica. Sono stati condotti centinaia di studi per valutare l'efficacia della supplementazione di creatina nel migliorare la prestazione fisica. Quasi il 70% di questi studi hanno riportato un significativo miglioramento della performance, mentre gli altri hanno generalmente riportato guadagni non significativi in questi termini di prestazioni. Nessuno studio ha riportato un effetto ergolitico sulle prestazioni, anche se alcuni hanno suggerito che l'aumento di peso associato alla supplementazione di creatina potrebbe essere controproducente in sport come la corsa o il nuoto. L'incremento medio delle prestazioni da questi studi varia tipicamente tra il 10 e il 15% a seconda della variabile di interesse.
Ad esempio, è stato riportato che la sua supplementazione a breve termine migliori la potenza/forza (5-15%), il lavoro eseguito durante una serie con i pesi alla massima fatica (5-15%), la prestazione dello sprint singolo (1-5% ) e il lavoro svolto durante l'esecuzione di sprint ripetuti (5-15%). La supplementazione di creatina a lungo termine sembra migliorare la qualità complessiva dell'esercizio, portando a maggiori guadagni in forza e prestazioni tra il 5 e il 15%. Quasi tutti gli studi indicano come l'uso appropriato di creatina sia in grado di aumentare la massa corporea di circa 1–2 kg nella prima settimana di carico. Altri dati hanno dimostrato che in termini di guadagno di massa muscolare, la supplementazione di creatina in concomitanza con l'esercizio coi pesi porta, in media, a 2–3 kg di muscolo aggiuntivi durante un periodo di 12 settimane e ciò è associato a una significativa ipertrofia di tutti i tipi di fibre muscolari.
Una vasta letteratura conferma l'efficacia della supplementazione di creatina anche in altri ambiti sportivi. Gli adattamenti a breve termine segnalati includono aumento della potenza nel ciclismo, così come un aumento delle prestazioni sportive nello sprint, nel nuoto e nel calcio. Gli adattamenti a lungo termine combinando la supplementazione di creatina con l'allenamento includono l'aumento della creatina muscolare e del contenuto di fosfocreatina, della massa magra, della forza, delle prestazioni nello sprint, della potenza e del volume muscolare.
Negli studi a lungo termine, i soggetti che assumono creatina guadagnano circa il doppio della massa corporea e/o la massa magra (cioè, un extra di 2-4 chili di massa muscolare durante 4-12 settimane di allenamento) rispetto ai soggetti che assumono un placebo. I guadagni di massa muscolare sembrano essere il risultato di una migliore capacità di svolgere esercizio fisico ad alta intensità, attraverso una maggiore disponibilità di fosfocreatina e una maggiore sintesi di ATP, consentendo in tal modo all'atleta di allenarsi più duramente e di promuovere una maggiore ipertrofia muscolare attraverso una maggiore espressione della catena pesante di miosina, probabilmente a causa di un aumento dei fattori regolatori miogenici miogenina e MRF-4. Il gran numero di indagini scientifiche condotte con risultati positivi ottenuti dalla supplementazione di creatina portano a concludere che sia il supplemento nutrizionale più efficace tra quelli disponibili per aumentare la prestazione ad alta intensità e la massa magra.

### Risposta individuale ("responders" e "non-responders")
È necessario riconoscere che i risultati positivi ottenuti e dimostrati dall'uso di creatina rappresentano una media sui guadagni di forza e massa muscolare. L'assunzione di creatina mostra un'efficacia dipendente da fattori individuali. L'aumento delle scorte muscolari dipende dai livelli presenti nel muscolo prima della supplementazione. I soggetti che presentano scorte di creatina muscolare naturalmente inferiori, come coloro che assumono poca carne o pesce, oppure non ne assumono (dieta vegetariana), sono più propensi ad assistere a un aumento dello stoccaggio muscolare del 20-40%, mentre coloro presentano delle scorte muscolari relativamente elevate possono aumentarne lo stoccaggio di solo il 10-20%. L'aumento del contenuto di creatina muscolare scheletrico è importante perché gli studi hanno riportato variazioni delle prestazioni proporzionali a questo aumento.
È importante considerare che esiste una certa variabilità nella risposta alla supplementazione di creatina. In ambito scientifico sono stati usati originariamente i termini "responders" e "non responders" per definire rispettivamente coloro che rispondono o non rispondono positivamente all'effetto della sostanza. Si ipotizza che gran parte di questa variabilità sia da ritrovare nella regolazione e nell'attività dei trasportatori della creatina. La maggior parte della limitata ricerca sulla supplementazione di creatina che indagava sull'espressione dei trasportatori è stata condotta attraverso analisi su animali. Dati importanti provengono dalle osservazioni di Greenhaff et al. (1994), i quali stabilirono che circa il 20-30% dei partecipanti che seguivano un regime di carico di creatina non rispondeva con un aumento della creatina intracellulare. Venne osservato che i "responders" raggiungevano livelli di accumulo di creatina muscolare di almeno il doppio rispetto ai "non responders" a seguito della fase di carico. Syrotuik e Bell (2004) stabilirono un profilo descrittivo sulla classificazione delle caratteristiche di Greenhaff di "responders" e "non-responders". I risultati di questo studio conclusero che i "responders" in generale:
1. possiedono una quantità iniziale inferiore di creatina intramuscolare e sono in grado di assorbirne e assumerne una maggiore quantità attraverso la supplementazione;
2. presentano una maggiore percentuale di fibre muscolari di tipo II (rapide);
3. presentano una maggiore sezione trasversale del muscolo (muscolo più ipertrofico);
4. possiedono più massa magra;

Questi dati suggeriscono che il profilo biologico di un individuo può in parte determinare l'efficacia di un protocollo di creatina.

#### Donne non-responders?
Ulteriori evidenze proposero che anche il sesso potesse influire sull'efficacia della supplementazione di creatina. Secondo i risultati di Ferguson e Syrotuik (2006), l'assunzione di creatina combinata con l'esercizio coi pesi per 10 settimane su soggetti di sesso femminile non apportò alcun miglioramento ulteriore rispetto al solo esercizio coi pesi. I ricercatori ipotizzarono che questa mancata efficacia dell'integratore potesse essere collegata all'appartenenza al sesso femminile. Effettivamente, una meta-analisi di Dempsey del 2002 sosteneva che non ci fosse fino ad allora evidenza che la creatina migliorasse la prestazione di forza o potenza nelle donne, ma queste conclusioni furono ridiscusse. Studi precedenti e successivi infatti documentarono come l'assunzione di creatina da parte di donne giovani, sportive, fisicamente attive o anziane (58-71 anni), fosse in grado di migliorare la prestazione anaerobica, anche se in molti casi non venne segnalato un aumento del volume muscolare o del peso corporeo (Brenner et al., 2000; Kambis e Pizzedaz, 2003; Eckerson et al., 2004; Gotshalk et al., 2008). Sembra per tanto che le donne riescano a beneficiare della supplementazione di creatina, almeno in termini di miglioramento della prestazione anaerobica. I risultati sulla mancata funzionalità della creatina nelle donne ottenuti dalla ricerca di Ferguson e Syrotuik (2006) però possono essere degni di nota, in quanto questa sembra essere stata l'unica in cui vennero analizzate atlete allenate coi pesi. Fukuda et al. (2010) segnalò che la creatina avesse un effetto positivo sulla capacità anaerobica nella corsa nei maschi, ma non nelle femmine.

### Modalità di assunzione
La letteratura scientifica definisce diverse modalità di assunzione della creatina. Una modalità comune è quella del "carico di creatina" seguita da una fase di mantenimento. Questa procedura è caratterizzata dall'assunzione di circa 0.3 g/kg/die di creatina per 5-7 giorni (corrispondenti a circa 5 grammi, presi quattro volte al giorno, per un totale di 20 grammi), a cui segue un periodo in cui se ne assumono 3-5 grammi al giorno. La ricerca ha dimostrato un aumento delle scorte di creatina muscolare del 10-40% utilizzando questo protocollo. Ulteriori ricerche hanno riportato che il protocollo di carico può necessitare di una durata massima di 2-3 giorni per essere utile, soprattutto se l'ingestione avviene in concomitanza con le proteine e/o i carboidrati. Inoltre, l'integrazione con 0,25 grammi/kg di massa magra al giorno può risultare un dosaggio alternativo sufficiente per aumentare le scorte di creatina nei muscoli.
Altre modalità di assunzione suggerite e utilizzate non prevedono alcuna fase di carico, oppure l'assunzione ciclica. Alcuni studi hanno riportato che i protocolli senza periodo di carico sono sufficienti e altrettanto efficaci per aumentare la creatina muscolare (3 g/die per 28 giorni), così come la massa muscolare e la forza (6 g/die per 12 settimane). Questi protocolli hanno dimostrato un'efficacia analoga per aumentare i depositi muscolari di creatina, anche se l'aumento è più graduale e per tanto l'effetto ergogenico si manifesta in maniera altrettanto graduale. Il vantaggio dell'assunzione senza carico è un minore impiego generale della sostanza per ottenere gli stessi risultati. Se con un protocollo di carico e mantenimento, un mese (30 giorni) può portare all'assunzione minima di 192 g totali (6 giorni di carico da 20 g + 24 giorni da 3 g), un protocollo ad assunzione costante di 3 g/die porta nello stesso periodo ad assumerne quantitativi di 90 g a parità di risultati, anche se in tempi relativamente maggiori.
Le modalità cicliche prevedono il consumo di dosi di "carico" per 3-5 giorni ogni 3 o 4 settimane. Questi protocolli sono stati promossi con l'idea di aumentare e mantenere il contenuto di creatina muscolare prima di un calo ai valori basali, il quale si credeva si verificasse in circa 4-6 settimane. In realtà questo metodo può essere ridiscusso, in quanto alcune analisi hanno evidenziato che i trasportatori di creatina non subiscano una downregulation almeno fino a 16 settimane di supplementazione cronica, lasciando intendere che la presunta assuefazione dei trasportatori non si verifichi quantomeno entro queste tempistiche.
Sintesi:
- Protocollo di carico e mantenimento: carico da 0,3 g/kg/die oppure da 20 g/die per 5-7 giorni, a cui segue il mantenimento da 3-5 g/die;
- Protocollo senza carico: assunzione costante di 3 g/die;
- Protocollo di carico ciclico: carico da 0,3 g/kg/die oppure da 20 g/die per 5-7 giorni, a cui segue il mantenimento da 3-5 g/die e una nuova fase di carico ogni 3-4 settimane.

### Tempi di assunzione (Timing)
Un'altra questione che merita un approfondimento è il cosiddetto timing di assunzione della creatina, ovvero il momento della giornata in cui sarebbe più idoneo assumerla. Inizialmente alcuni autori avevano suggerito l'assunzione 5 grammi per quattro volte al giorno (20 g/die) durante la fase di carico (nella modalità di assunzione di "carico e mantenimento"). Sebbene queste indicazioni possano essere ritenute valide per la fase di carico, non sarebbero applicabili nella successiva fase di mantenimento, oppure se viene scelto il protocollo ad assunzione costante da 3 g/die senza carico. Alcune ricerche su anziani prevedibilmente suggerirono che "L'ingestione di proteine o di creatina in prossimità delle sessioni di allenamento con sovraccarichi può essere più utile per aumentare la massa muscolare e la forza che l'ingestione di proteine o creatina in altri momenti della giornata, probabilmente a causa di un aumento del flusso sanguigno e quindi di un maggiore trasporto di aminoacidi e creatina verso il muscolo scheletrico" (Candow e Chilibeck, 2008).
Ma ancora, secondo alcune ipotesi l'assunzione di creatina prima dell'allenamento potrebbe essere giustificata, perché in questo modo essa si renderebbe prontamente disponibile durante lo sforzo. Questa teoria in realtà è solo supposta, perché è necessario un certo periodo di tempo prima che la creatina abbia accesso all'interno della cellula muscolare, dove in teoria può fornire un supporto ergogenico. In realtà, è stato dimostrato che il consumo pre-allenamento di creatina non influisce sulle prestazioni nello sprint rispetto al placebo. Altri studi hanno dimostrato che l'assunzione di creatina pre-esercizio non abbia neppure un impatto sulle alterazioni delle risposte ormonali (testosterone, GH e cortisolo) post-allenamento indotte dall'esercizio coi pesi rispetto al placebo, anche se altri studi ne hanno verificato un'azione stimolante il GH con una fase di carico di 20 gr, ma con una grande variabilità individuale. Comunque, è evidente che gli effetti della creatina sarebbero effettivi diverso tempo dopo l'assunzione, ma non immediatamente durante un allenamento. È stato anche stabilito che gli effetti della creatina si verificano molto tempo dopo l'esecuzione dell'allenamento, mentre quelli di proteine e zuccheri sono molto più rapidi. Al contrario, la logica nell'assunzione della stessa nel post-allenamento sembrerebbe semplice: gli allenamenti riducono la creatina, quindi nel post-allenamento le scorte vengono ricostituite.
La teoria di un vantaggio nell'assunzione di creatina dopo l'allenamento piuttosto che prima è stata confermata da ricerche. Antonio e Ciccone (2013) compararono l'assunzione di 5 g di creatina subito prima o subito dopo l'allenamento coi pesi testando 19 culturisti giovani, notando che l'assunzione subito dopo l'allenamento produceva risultati superiori rispetto all'assunzione subito prima, comparando gli effetti dei due protocolli sulla forza e sulla composizione corporea. Queste rilevazioni possono essere particolarmente importanti per la modalità di assunzione costante senza carico, in cui era stato stabilito che bastassero 3 g/die per ottenere sul lungo termine dei benefici analoghi alla supplementazione mediante il protocollo di carico e mantenimento. I risultati possono essere importanti anche nella fase di mantenimento dei protocolli di carico, in cui i dosaggi giornalieri previsti ammontano a circa 3-5 g/die. In sintesi si può suggerire che nei protocolli o nelle fasi in cui l'assunzione di creatina ammonta a 3-5 g giornalieri, questi avrebbero maggiore motivo di essere assunti nell'immediato post-allenamento.
Considerando che nell'esercizio coi pesi è piuttosto comune l'assunzione di una bevanda a base di amminoacidi, proteine e carboidrati a rapida assimilazione nell'immediato post-allenamento, anche col fine di veicolare più efficacemente la creatina verso muscoli sfruttando il gran picco di insulina da essa provocato, il fatto che siano stati documentati maggiori benefici dal suo consumo in questa fase offre ulteriori motivazioni valide per assumerla in concomitanza con carboidrati, proteine e amminoacidi nella bevanda assunta post-allenamento. A ulteriore supporto di questa strategia, precedenti indagini (Cribb et al., 2007) stabilirono che su soggetti allenati con pesi, il consumo di una bevanda a base di carboidrati, proteine e creatina favoriva risultati sull'aumento della massa magra e dell'ipertrofia muscolare superiori rispetto al consumo di una bevanda con la stessa quantità di carboidrati e proteine, ma senza creatina. Un ulteriore studio condotto dallo stesso gruppo (Cribb et al., 2006), mostrò che il consumo di una bevanda a base di proteine, glucosio e creatina prima e dopo l'esercizio, dopo 10 settimane portava a una maggiore ritenzione muscolare di creatina, un maggiore aumento della massa magra e della forza, e una leggera perdita di grasso, rispetto all'assunzione della stessa bevanda in momenti diversi della giornata.
Sintesi:
- Timing protocollo senza carico: Nei giorni di allenamento, 3 g/die nell'immediato post-allenamento. Nei giorni di riposo, 3 g assieme a un pasto insulinostimolante composto da carboidrati, proteine o carboidrati e proteine;
- Timing protocollo di carico e mantenimento: nella fase di carico 20 g distribuiti in 4 assunzioni da 5 g nell'arco della giornata assieme ad un pasto insulinostimolante composto da carboidrati, proteine o carboidrati e proteine, di cui una nel post-allenamento. Nella fase di mantenimento, 3-5 gr/die nell'immediato post-allenamento nei giorni di allenamento. Nei giorni di riposo 3-5 g assieme a un pasto insulinostimolante composto da carboidrati, proteine o carboidrati e proteine;

### Strategie per il miglioramento dell'assimilazione
Mentre l'assorbimento può essere un problema per molti integratori, questo non è il caso per la creatina. Ciò in quanto non sembra essere importante la quantità di creatina che riesce ad accedere al sangue, quanto piuttosto la quantità che può essere captata dal muscolo scheletrico. Esistono delle strategie per riuscire a favorire una maggiore captazione di creatina da parte del muscolo, ad esempio l'assunzione in concomitanza con i carboidrati o altri nutrienti che stimolano l'insulina, alte dosi di acido alfa lipoico (ALA), dragoncello russo, fieno greco, e il sodio. A ogni modo sembra che a ogni assunzione di creatina, circa la metà venga espulsa in 24 ore, pertanto avrebbe senso applicare dei metodi come quelli accennati per migliorarne la captazione da parte del muscolo.

Per la parte di creatina monoidrata non solubilizzata in acqua, sono segnalati episodi di crampi allo stomaco e diarrea.

#### Carboidrati e indice glicemico
La strategia più comune è quella di assumere la creatina in concomitanza con i carboidrati, poiché l'insulina secreta in risposta a questo nutriente ha dimostrato di migliorare il trasporto di creatina in sede intramuscolare. I ricercatori hanno suggerito che questa risposta è probabilmente il risultato di un aumento del trasporto di creatina muscolare mediato dall'insulina piuttosto che un aumento del rifornimento di creatina. Di conseguenza, essendo i carboidrati forti stimolatori dell'insulina, questi hanno dimostrato di aumentarne la ritenzione intramuscolare. Nei primi studi era stata somministrata una quantità molto alta di glucosio, pari a 93 grammi, per aumentare l'insulina fino a livelli soprafisiologici e migliorare l'assorbimento di creatina nel muscolo.
A volte viene suggerito di assumere fonti di carboidrati ad alto indice glicemico (IG) con la creatina, in modo da stimolare maggiormente la secrezione di insulina. Tuttavia è necessario fare presente che non è l'indice glicemico a determinare l'aumento dei livelli glicemici e insulinemici, quanto piuttosto il carico glicemico. Il concetto di indice glicemico indica semplicemente il fatto che a parità di assunzione di glucidi in grammi (non di peso di un alimento), le fonti ad alto valore aumentano maggiormente i livelli glicemici, ma ciò avviene se i cibi vengono consumati in una quantità tale da esprimere lo stesso contenuto di carboidrati al loro interno. Per tanto, una fonte a indice glicemico moderato assunta in quantità molto alte in termini di contenuto glucidico stimolerà l'insulina più di una fonte ad alto indice glicemico assunta in quantità basse. Poiché alti valori dell'indice glicemico sono spesso impropriamente associati a priori agli zuccheri, cioè la forma di carboidrati semplici, viene ritenuta più adeguata l'assunzione di creatina con gli zuccheri. Questo senza considerare che anche molte fonti di carboidrati complessi hanno un alto indice glicemico (come il riso o le patate), mentre alcune fonti di carboidrati semplici hanno un IG basso o inferiore a quello di molti carboidrati complessi (fruttosio, galattosio, lattosio, isomaltulosio, trealosio).
Il più comune dei carboidrati semplici o zuccheri è il saccarosio (zucchero da cucina), che pur essendo semplice, presenta un punteggio del IG per definizione moderato (attorno a 60) e non alto. Altre volte vengono consigliati succhi di frutta per la loro composizione a base di zuccheri semplici, senza considerare che la frutta è composta spesso in buona parte da zuccheri a indice glicemico basso o moderato come il saccarosio e il fruttosio. Anche il succo d'uva, spesso suggerito come strategia per migliorare l'assimilazione di creatina, è risultato a basso indice glicemico, oltre che composto per una buona parte da fruttosio (zucchero a basso IG). Per stimolare il picco glicemico e quindi insulinemico da una fonte di carboidrati, sarebbe quindi suggeribile consumare fonti glucidiche ad alto IG come il glucosio, o forme di carboidrati complessi come le maltodestrine o il Vitargo, che hanno dimostrato un IG paragonabile a quello del glucosio ma tempi di assimilazione più rapidi. Una ricerca ha però rilevato che l'isomaltulosio, zucchero semplice a basso indice glicemico meglio noto con il nome commerciale di Palatinose, riesca a favorire una maggiore assorbimento di creatina rispetto a quantità identiche di glucosio. Visto che l'isomaltulosio ha un indice glicemico pari a 32 contro 100 del glucosio, questo rimetterebbe in discussione la necessità delle fonti ad alto indice glicemico per una migliore assimilazione della creatina.

#### Altre fonti insulinogeniche
Nonostante l'incremento dei livelli di insulina venga generalmente associato al consumo di carboidrati, deve essere fatto presente questo non è l'unico nutriente in grado di stimolare intensamente l'ormone, in quanto anche le proteine riescono a esercitare questo effetto, seppur in maniera inferiore. Sebbene i livelli insulinici dipendano dalle specifiche fonti di proteine e carboidrati, sembra che mentre 100 grammi di carboidrati portano a un aumento del 300-500% di insulina nel sangue, e 64 grammi di proteine portino a un aumento del 100-200% insulina nel sangue, la loro combinazione ne porta a un aumento del 600-800%. Per la precisione, le proteine del siero del latte e molti amminoacidi hanno la capacità di esercitare un maggiore effetto insulinogenico.
Di conseguenza, l'assunzione concomitante di queste diverse fonti insulinogeniche aumenta la secrezione di insulina. È stato visto che anche la sola insulina senza la presenza di carboidrati sia in grado di migliorare l'accumulo di creatina nei muscoli, per tanto è possibile adottare delle strategie alternative per stimolare l'ormone senza necessariamente assumere carboidrati. Le proteine del siero del latte ad esempio stimolano un'alta produzione di insulina (alto indice insulinico) senza alzare la glicemia.
I carboidrati per tanto non hanno un ruolo essenziale per favorire la ritenzione di creatina; uno studio rilevò che l'assunzione di creatina con circa 50 g di proteine e 50 g di carboidrati era allo stesso modo efficace nel potenziare la secrezione di insulina e la ritenzione di creatina come l'ingestione di creatina con soli 100 g di carboidrati. Altri studi trovarono che la supplementazione di creatina con proteine del siero fosse paragonabile alla supplementazione di creatina con carboidrati in termini di miglioramento della forza e dell'ipertrofia muscolare. In conclusione, ciò che migliora la ritenzione di creatina è l'insulina ma non necessariamente i carboidrati di per sé.
L'insulina può essere stimolata anche con altri nutrienti come gli amminoacidi, le proteine del siero del latte o altri integratori proteici in forma idrolizzata come le proteine della soia o della caseina. Se si vuole migliorare la ritenzione di creatina nel muscolo scheletrico è possibile assumerla anche in combinazione con le sole proteine e/o gli amminoacidi, in particolare quelli che stimolano maggiormente l'insulina (amminoacidi insulinogenici).

### Creatina e glicogeno muscolare
Una funzione meno nota della creatina è quella di aumentare la sintesi di glicogeno quando assunta assieme ai carboidrati. Questo effetto, rilevato in origine da Green et al. (1996), dimostra un ulteriore effetto sinergico tra carboidrati e creatina, poiché, come è stato ampiamente stabilito in letteratura, la loro assunzione concomitante favorisce anche un maggior stoccaggio di creatina. Date queste proprietà, la creatina è stata proposta come sostanza in grado di esaltare la supercompensazione di glicogeno muscolare. Nelson et al. (2001) stabilirono che un aumento delle scorte di creatina muscolare a seguito di una fase di carico di creatina di 20 g per 5 giorni favorisse un sensibile aumento della supercompensazione del glicogeno muscolare rispetto ai periodi precedenti alla fase di carico. I ricercatori suggerirono che la capacità di sintesi del glicogeno muscolare venisse influenzata dai livelli iniziali di creatina, accompagnata da delle alterazioni del volume cellulare. van Loon et al. (2004) confermarono le proprietà della creatina nell'aumentare le scorte di glicogeno muscolare mediamente del 18% in più rispetto al placebo, tuttavia notarono che questo effetto potenziante durava solo nei primi 6 giorni di carico di creatina (in cui i dosaggi ammontavano a 20 gr/die), ma durante la fase di mantenimento, con un'assunzione di 2 gr/die, le riserve di glicogeno non vennero mantenute altrettanto elevate. Infine essi constatarono che l'iniziale aumento dell'accumulo di glicogeno non poteva essere spiegato dall'aumento dell'insulina plasmatica, dall'attività del GLUT-4 mRNA e/o dal contenuto proteico. Ulteriori analisi (Derave et al., 2003) stabilirono che l'assunzione di creatina promuove l'attività dei GLUT-4 (trasportatori di glucosio insulino-sensibili) e l'accumulo di glicogeno muscolare nei muscoli allenati.
Gualano et al. (2008) trovarono che la supplementazione di creatina, in combinazione con l'esercizio aerobico, era in grado di migliorare la tolleranza al glucosio in uomini sedentari sani senza influenzare però la sensibilità insulinica, suggerendo come ciò possa avere un'utilità per i soggetti diabetici. Questa conclusione venne confermata dalla stessa équipe qualche anno dopo. Sebbene le ricerche sulla funzione favorevole della creatina nell'aumentare lo stoccaggio di glicogeno siano relativamente limitate, queste constatazioni possono avere importanti implicazioni per gli atleti intenti ad aumentare le riserve di glicogeno muscolare, aumentare l'idratazione e il volume cellulare e favorire la prestazione fisica, che sia essa aerobica o anaerobica. Parte dell'effetto volumizzatore e idratante della creatina sulle cellule muscolari può essere dovuto alla sua capacità di aumentare le scorte di glicogeno muscolare. La creatina ha dimostrato di aumentare del peso corporeo senza influire sull'aumento della massa grassa, e, nonostante questo aumento di peso sia stato spesso attribuito alla semplice ritenzione idrica, sembra essere dimostrabile che parte dell'aumento del volume della cellula muscolare sia favorito anche dalla sua azione favorevole sullo stoccaggio di glicogeno muscolare.
Inoltre, è ben noto che un grammo di glicogeno abbia la capacità di trattenere circa 3 grammi di acqua, per tanto parte dell'effetto della creatina sull'aumento di peso sarebbe facilmente dovuto all'effetto potenziante sulla sintesi del glicogeno muscolare. Sebbene la sostanza abbia dimostrato delle capacità di aumentare le scorte di glicogeno muscolare anche senza ricariche di carboidrati con conseguente supercompensazione, essa può avere un ruolo più importante nella supercompensazione del glicogeno tramite una fase di carico di creatina da 20 grammi, tuttavia non sembrano essere state confermate delle proprietà analoghe nella fase di mantenimento, o tramite altri protocolli di assunzione come quella senza carico. Poiché la supercompensazione del glicogeno ha una durata limitata che si estende normalmente fino a circa 3 giorni senza praticare esercizio fisico (con una dieta ad apporto glucidico medio-alto del 60%), questo potrebbe suggerire ulteriormente un'utilità dell'assunzione di creatina in quantitativi equivalenti alle tipiche fasi di carico (20 gr) per potenziare la supercompensazione delle riserve di glicogeno sul breve termine.

### Creatina e grasso corporeo
È stata da alcuni espressa l'ipotesi che un integratore che favorisce la crescita muscolare come la creatina debba essere evitato per la riduzione del grasso corporeo, poiché il guadagno di massa muscolare e la perdita di grasso vengono in genere considerati due obiettivi ottenibili in maniere opposte. Questa ipotesi potrebbe anche essere basata sul fatto che la creatina può causare più ritenzione idrica, dando un aspetto più liscio che può essere scambiato per una maggiore grasso corporeo. Anche se la ricerca mostra che la creatina può aumentare la ritenzione di acqua sotto la pelle, non vi è alcuna ricerca che supporta la nozione che la creatina impedisca la riduzione della massa grassa. In realtà, la ricerca suggerisce che la creatina non solo favorisce i guadagni di massa muscolare magra, ma può anche promuovere la perdita di grasso.
Rockwell et al. (2001) analizzarono gli effetti della supplementazione di creatina o di un placebo in soggetti che si allenavano con sprint anaererobici in condizioni di dieta ipocalorica (18 kcal/kg/die) a breve termine. Essi trovarono che la creatina non impedì ai soggetti di perdere grasso corporeo durante la dieta rispetto al gruppo placebo. Altre evidenze suggerirono che l'assunzione di creatina semplicemente non influisse sull'aumento o la diminuzione della massa grassa rispetto al placebo, tuttavia essa era in grado di aumentare il peso corporeo in parte a causa del suo effetto sulla ritenzione idrica. Arciero et al. (2001) notarono che i soggetti che assumevano creatina per 28 giorni senza allenarsi con i pesi aumentarono il loro metabolismo basale di circa il 3%, ma quelli che assunsero creatina durante un programma di allenamento con i pesi aumentarono il loro metabolismo basale di circa il 6%. Anche se questi risultati non sono diretti, un aumento del metabolismo può avere delle implicazioni favorevoli nella riduzione del grasso corporeo nel tempo. Infine, una ricerca di Brenner et al. (2000) stabilì esplicitamente le proprietà favorevoli della creatina sul dimagrimento, concludendo che in 5 settimane l'assunzione dell'integratore in concomitanza con l'esercizio coi pesi avesse permesso una maggiore riduzione della massa grassa rispetto al gruppo placebo secondo quanto rilevato dalla plicometria.
Anche Hoffman et al. (2006) segnalarono che l'uso di creatina riusciva a migliorare la composizione corporea degli atleti anche tramite una riduzione della massa grassa, e questo effetto veniva potenziato se questa veniva assunta in concomitanza con la β-alanina. Anche se i dati non sono conclusivi, è stato trovato che l'effetto della creatina sulla riduzione della massa grassa possa risultare permissivo, o quantomeno non ostacolante. Infine, sebbene la creatina abbia dimostrato di aumentare il peso corporeo e la ritenzione idrica, almeno parte di questo aumento è dovuto al suo effetto potenziante sulla ritenzione di glicogeno muscolare, considerando ancora come 1 g di glicogeno trattenga circa 3 g di acqua.

### Sottoregolazione dei trasportatori di creatina
Poiché alcuni studi hanno rilevato una potenziale diminuzione (downregulation) dei trasportatori di creatina nel muscolo scheletrico dopo un uso prolungato, è stato ipotizzato che fosse per forza necessario ciclizzarne l'assunzione per evitare questo effetto indesiderato. Il primo di questi studi trovò che i trasportatori di creatina possono down-regolarsi (o sottoregolarsi) in risposta alla supplementazione di creatina. In questo studio vennero somministrate dosi molto elevate di creatina monoidrato nella dieta, molto più alte di quanto si possano utilizzare come integratore. Dopo 3-6 mesi di assunzione di creatina, le proteine di trasporto della creatina sono risultate significativamente diminuite nel tessuto muscolare. Da allora sono stati condotti una serie di altri studi per approfondire la questione dei trasportatori della creatina. Tutti questi studi tuttavia erano stati condotti su animali, e utilizzarono dei quantitativi tra le 5 e le 10 volte maggiori rispetto a quelli utilizzati sull'uomo. Ma nessuno di questi ha fornito prove chiare per quanto riguarda la sottoregolazione dei trasportatori di creatina dopo la sua supplementazione nell'uomo. Quindi, al fine di chiarire l'impatto della normale creatina sui trasportatori della creatina negli esseri umani, è stato condotta una ricerca più precisa riguardo a questo aspetto.
Tarnopolsky et al. (2003) usarono tre diversi regimi in gruppi differenti: un gruppo di giovani maschi con 0.125 g/kg/die di creatina e allenamento coi pesi per 2 mesi; un gruppo di anziani (età >65 anni) uomini e donne con 0,075 g/kg/die e allenamento coi pesi per 4 mesi, e infine, un gruppo di giovani uomini e donne che utilizzano 0,18 g/kg/die di carico di creatina per 8-9 giorni. In ciascuno di questi tre gruppi è stato trovato un aumento dei livelli di creatina nei muscoli. Tuttavia, nessuno di loro accusato una diminuzione delle proteine trasportatrici di creatina, anche dopo 4 mesi di supplementazione quotidiana. Questo smentirebbe la necessità o l'utilizzo di ciclizzare la creatina per evitare un'assuefazione indotta dalla riduzione dei trasportatori di creatina, e metterebbe in discussione la necessità di applicare il protocollo di assunzione a carico ciclico per evitarne la presunta assuefazione.

### Creatina ed esercizio aerobico
La creatina è stata effettivamente riconosciuta come il supplemento ergogenico disponibile maggiormente efficace per aumentare la prestazione nell'esercizio ad alta intensità e aumentare la massa magra in concomitanza con l'allenamento anaerobico. In altri termini, mentre l'integratore è riconosciuto per le sue proprietà altamente favorevoli nelle prestazioni anaerobiche, il suo uso nell'attività aerobica è stato poco approfondito. Alcune ricerche conclusero che l'assunzione di creatina nell'attività di endurance su cicloergometro non migliorava la capacità ossidativa e non influenzava l'utilizzo di substrati o la prestazione, pur aumentando la massa magra negli atleti (van Loon et al., 2003). Queste considerazioni furono poi ribadite da un'importante meta-analisi di Branch (2003), in cui si sosteneva che la creatina non sembrasse essere un integratore efficace per migliorare la prestazione nel nuoto o nella corsa.
Tuttavia, diversi studi riportano dei risultati positivi che potrebbero avere delle implicazioni nel miglioramento della prestazione di endurance. Ad esempio, è stato suggerito che l'aumento della creatina muscolare possa migliorare la capacità tampone (buffering capacity) e modulare la glicolisi, e questo inciderebbe positivamente sulla performance aerobica. Altri documenti segnalarono come l'assunzione sinergica tra creatina e ß-alanina portasse a un generale miglioramento della prestazione. In particolare, Zoeller et al. (2007) dimostrarono che l'assunzione combinata di creatina e ß-alanina potesse portare a miglioramento della prestazione di endurance, dimostrando una superiorità rispetto ai gruppi che assumevano le rispettive sostanze singolarmente. Questi risultati però erano stati messi in discussione poco prima da altri test, in cui si concluse che la sola ß-alanina avesse un effetto di attenuazione della fatica neuromuscolare, e che l'assunzione sinergica con la creatina non portasse ad alcun vantaggio ulteriore durante un test incrementale su cicloergometro (Stout et al., 2006). Svariate evidenze più dirette hanno però confermato le potenziali proprietà favorevoli della creatina nell'esercizio di durata.
Alcuni dei primi deboli risultati vennero documentati da McNaughton et al. (1998), i quali conclusero che la supplementazione di creatina avesse un significativo effetto sulla prestazione su kayak-ergometro della durata tra i 90 e i 300 secondi in giovani soggetti maschi. Esercizi di questa entità, pur presentando una rilevante componente aerobica, non sono tuttavia paragonabili alla vera e propria attività di endurance di lunga durata. Gualano et al. (2008) osservarono che la supplementazione di creatina in concomitanza con l'esercizio aerobico su giovani maschi sedentari migliorasse significativamente la tolleranza al glucosio rispetto al gruppo placebo, portando alla luce potenziali effetti favorevoli indotti dall'interazione tra aerobica e creatina. Oliver et al. (2013) riportano dati ancora più significativi. I ricercatori testarono 13 soggetti maschi giovani, i quali vennero sottoposti a un test massimale incrementale su cicloergometro all'esaurimento, rispettivamente prima e dopo 6 giorni di supplementazione di creatina (20 gr/die). Durante la prestazione venne misurato il lattato ematico e la soglia anaerobica dei soggetti per determinare le eventuali differenze indotte dalla supplementazione della creatina. Le concentrazioni di lattato misurate risultavano ridotte durante l'esercizio dopo la fase di supplementazione. Venne registrata una tendenza all'aumento della potenza a livello della soglia anaerobica, e una migliore tolleranza all'affaticamento.
I risultati dimostrarono che la supplementazione di creatina fosse in grado di ridurre il lattato durante l'esercizio incrementale su cicloergometro, mostrando una tendenza ad aumentare la soglia anaerobica. Per tanto, secondo i ricercatori, la supplementazione di creatina potrebbe apportare potenziali benefici agli atleti di endurance. Tang et al. (2013) sottoposero 20 atleti maschi a dei test di corsa per 60 minuti al 65-70% della FCmax prima e dopo un periodo di supplementazione di creatina (12 g al giorno per 15 giorni), a cui seguì un periodo di 5 giorni di cessazione dell'assunzione. In seguito i soggetti eseguirono due identici sprint da 100 metri prima e dopo 15 giorni di supplementazione di creatina come era stato per il precedente test di endurance. La supplementazione di creatina portò a un aumento di peso, e tese a ridurre la degradazione del glicogeno muscolare e delle proteine corporee, soprattutto durante il test di endurance, sebbene fosse stata segnalata dal suo uso una potenziale azione di proteolisi del collagene, soprattutto dopo gli sprint.

### Creatina come integratore sicuro per reni e fegato
Uno dei falsi miti più comuni riguardo alla supplementazione di creatina è lo stress renale. Molto spesso viene posto il quesito sul fatto che la creatina possa essere un integratore sicuro per la salute generale, e per gli organi come i reni e il fegato. Questi sono i due organi coinvolti nell'elaborazione della creatina una volta ingerita. Il fegato ne scinde la molecola e i reni la espellono. Molti studi hanno analizzato la questione, rilevando univocamente che la creatina non esprima effetti dannosi sull'uomo né a breve né a lungo termine, risultando un integratore sicuro per la salute e per fegato e reni.
Da questi numerosi studi, emerge che la supplementazione di creatina a lungo termine, nei dosaggi solitamente adottati dai culturisti (5-20 grammi) per lunghi periodi di tempo non portano a disfunzione di uno dei due organi, né causano anomalie nei marker (indicatori) della funzionalità epatica e renale. Possono essere riportati a questo proposito alcuni studi emblematici. In uno studio condotto dal Kuehl et al (2000), venne esaminata la funzione renale di 36 sani atleti maschi e femmine che consumarono 10 g di creatina al giorno. Dopo 12 settimane, venne concluso che la creatina non avesse influenzato negativamente la funzione renale. Uno studio a lungo termine in cui soggetti affetti dalla malattia di Parkinson assunsero 4 g creatina al giorno per 2 anni non accusarono alcuna disfunzione o alterazione dei marker della funzionalità renale dopo il periodo di studio (Bender et al., 2008). Uno studio più importante in cui si stabilirono gli effetti dell'uso a lungo termine venne condotto diversi anni prima da Poortmans et al. (1999). I ricercatori analizzarono un gruppo di giocatori di calcio sani per un periodo di 5 anni, che durante questo periodo assunse dosaggi di creatina fino 15,75 g al giorno, senza mostrare alcun effetto sui marker di stress renale. Alcune review ribadirono l'innocuità della molecola nei confronti della funzionalità renale.
Un gruppo di ricercatori decise di spingersi oltre, testando l'uso di creatina su animali con problemi renali preesistenti. Ancora una volta, la creatina non ha avuto alcun effetto negativo, anche nei soggetti con disfunzione renale. Un ultimo studio di Lugaresi et al., 2013 ha analizzato gli effetti della somministrazione di creatina per 12 settimane da parte di soggetti allenati con i pesi sotto regime iperproteico (con quantità proteiche maggiori o uguali a 1.2 gr/kg) da un anno. Al termine dello studio non vennero rilevate differenze nel tasso di filtrazione glomerulare (GFR), cioè la quantità di sangue che i reni filtrano al minuto, creatinina, urea, elettroliti, proteinuria e albuminuria. Bisogna considerare che se l'utilizzo di creatina non ha dimostrato alcun effetto negativo in decine di studi e fino 5 anni consecutivi, anche su animali con disfunzioni renali, può essere escluso qualsiasi danno eventuale sull'uso per normali cicli o periodi di qualche mese.
Considerando il fatto che la creatina ha dimostrato di migliorare le prestazioni dell'esercizio anaerobico, aumentando la potenza, la forza muscolare, e la dimensione delle fibre muscolari, se ne viene dimostrata in aggiunta la completa sicurezza anche con l'assunzione a lungo termine, questo può risultare uno degli integratori più efficaci e sicuri per questi scopi.

### Creatina e crampi
Un altro malinteso relativo alla creatina è quello di provocare crampi, una constatazione che non trova conferma in letteratura. Al contrario, studi clinici dimostrano che l'uso di creatina non è associato ai crampi. In uno studio, i ricercatori esaminano 16 uomini che o completato con creatina o un placebo. In condizioni specifiche di disidratazione, l'insorgenza di crampi e rigidità sono stati riportati in entrambi i gruppi, ma "nulla che possa suggerire una maggiore incidenza associata alla supplementazione di creatina". Altri studi trovarono che l'uso di creatina da parte di atleti professionisti non ha avuto effetti sull'incidenza di crampi muscolari, lesioni o malattie. Questi atleti utilizzarono 15-25 g al giorno in fase di carico, e 5 g al giorno in fase di mantenimento. Altre ricerche hanno indicato che al contrario la creatina può produrre l'effetto opposto, aumentando la capacità del muscolo di rilassarsi. Inoltre, una ricerca ha trovato che la supplementazione di creatina in realtà diminuisce l'incidenza di crampi muscolari nei pazienti in emodialisi. I crampi muscolari sono una complicanza comune nel trattamento di emodialisi.

### Creatina e caffeina
Un suggerimento spesso indicato durante un periodo di utilizzo di creatina è quello di evitare il consumo di caffeina, che ne comprometterebbe le proprietà ergogeniche. Questi dati derivano dalle conclusioni di una ricerca (Vandenberghe et al., 1996) in cui venne stabilito che l'effetto ergogenico della creatina venisse completamente annullato dalla caffeina. Questa conclusione fu inaspettata, poiché lo scopo dello studio era quello di determinare se i due agenti avessero potuto avere un effetto sinergico sul miglioramento delle prestazioni, non se avessero interferito l'uno con l'altro. Questo perché effettivamente sia la caffeina sia la creatina migliorano le prestazioni in modo indipendente, pertanto sarebbe sembrato logico ipotizzarne un effetto potenziato dalla loro combinazione.
Il test analizzava le risposte di 9 soggetti maschi sani alla supplementazione di sola creatina, o di creatina e caffeina, sulle prestazioni e sui livelli di fosfocreatina muscolare. Prima e dopo 6 giorni di placebo, i soggetti vennero divisi in due gruppi, uno assumeva solo creatina (0.5 g/kg), e uno assumeva creatina negli stessi dosaggi in concomitanza con la caffeina (5 mg/kg). Seguirono alcune analisi mediante spettroscopia di risonanza magnetica nucleare sul muscolo gastrocnemio e un test fisico intermittente alla massima fatica degli estensori del ginocchio su un dinamometro isocinetico. L'esercizio consisteva in tre contrazioni isometriche massimali per tre serie da 90, 80 e 50 contrazioni volontarie eseguite con intervalli da 2 minuti tra le serie. Le concentrazioni di ATP muscolare rimasero costanti durante le tre condizioni sperimentali. Entrambi i gruppi aumentarono le concentrazioni di fosfocreatina muscolare del 4-6%. La produzione di forza dinamica tuttavia incrementò del 10-23% nel gruppo che assumeva solo creatina, ma non in quello che assumeva anche caffeina. I miglioramenti della forza durante la supplementazione di creatina furono evidenti immediatamente dopo il recupero di 2 minuti. I dati dimostrarono che la supplementazione di creatina elevasse le concentrazioni di fosfocreatina muscolare e migliorasse la prestazione durante l'esercizio intermittente intenso. Tuttavia, i ricercatori conclusero che l'effetto ergogenico venisse completamente annullato dall'assunzione di caffeina.
Anche se la dissociazione tra creatina e caffeina è supportata nel mondo sportivo a causa dei risultati controversi forniti dalla ricerca citata, ciò che è stato poco considerato è che i risultati di questo studio sono stati ampiamente ridiscussi e spesso smentiti da diverse altre analisi successive, sebbene con modalità di assunzione e con test differenti. A ogni modo, deve essere considerato che questo studio usò dosaggi relativamente alti di caffeina, pari a 5 mg/kg, che potrebbero equivalere a 350 mg (0,3 g) per un uomo di 70 kg. Considerando che una tazzina di caffè può contenere approssimativamente tra i 60 e i 120 mg di caffeina (in media 90 mg, o 0,09 g), si potrebbe concludere il caffè in dosi normali (come 100 mg) non dimostri necessariamente un effetto inibitorio riguardo alle proprietà ergogeniche della creatina.
Sei anni dopo la pubblicazione della ricerca belga, i risultati di un altro studio sembrarono suggerire che la creatina e la caffeina non si influenzassero negativamente l'una con l'altra. Doherty et al. (2002) vollero stabilire gli effetti acuti dell'assunzione di caffeina sull'esercizio cardiovascolare ad alta intensità dopo un periodo di supplementazione di creatina che era stato seguito senza l'assunzione di caffeina. Quattordici soggetti eseguirono un allenamento anaerobico sovramassimale (125% VO2max) sul treadmill all'esaurimento. Vennero organizzate tre condizioni diverse, una prima del carico di 6 giorni di creatina (0.3 g/kg/die) e due dopo il periodo di carico. Nelle condizioni dopo il carico vennero somministrati 5 mg/kg di caffeina (una quantità identica a quella utilizzata nello studio precedente) o un placebo in modalità crossover a doppio cieco. Nel corso del periodo di supplementazione di creatina venne registrato un aumento della massa corporea sia per il gruppo che assumeva caffeina sia per quello che assumeva il placebo. Sorprendentemente il VO2max aumentò solo nel gruppo che assumeva caffeina, come anche la soglia di esaurimento e la tolleranza alla fatica. I ricercatori conclusero che l'assunzione acuta di caffeina aveva un effetto ergogenico dopo 6 giorni di supplementazione di creatina e l'astinenza da caffeina. Sebbene lo studio si fosse focalizzato sull'esercizio anaerobico cardiovascolare e non sui pesi, questi risultati indicarono che la caffeina e la creatina non avessero un effetto antagonista.
Uno studio simile venne condotto da Lee et al. (2011). I ricercatori indagarono sugli effetti acuti dell'ingestione di caffeina sugli sprint ad alta intensità dopo 5 giorni di carico di creatina. Dopo un periodo di controllo, 20 uomini fisicamente attivi vennero sottoposti ad un protocollo randomizzato a doppio cieco in crossover ricevendo "creatina + placebo" (0,3 g/kg di creatina per 5 giorni seguiti da 6 mg/kg di placebo) o "creatina + caffeina" (0,3 g/kg di creatina per 5 giorni seguita da 6 mg/kg di caffeina), al termine del quale eseguirono dei test che consistevano in sprint ripetuti. Ogni test consisteva in sprint da 10 secondi su cicloergometro alternato a recuperi di 60 secondi tra gli sprint. La potenza media e di picco osservata nella modalità "creatina + caffeina" era significativamente più alta rispetto a quella osservata nella modalità di controllo durante gli sprint 1 e 3; ma dimostrò anche prestazioni superiori rispetto alla modalità di assunzione di "creatina + placebo" durante gli sprint 1 e 2. Il battito cardiaco, il lattato ematico e i livelli di glucosio aumentarono significativamente nel gruppo "creatina + caffeina" durante gran parte degli sprint. Lo studio determinò che l'assunzione di caffeina dopo un periodo di carico di creatina aumentasse la prestazione negli sprint intermittenti ad alta intensità.
Diverse altre analisi sull'esercizio cardiovascolare anaerobico smentirono l'effetto antagonista della caffeina sul potere ergogenico della creatina. Già nel 1998, Vanakoski et al. documentarono come la farmacocinetica della caffeina non venisse influenzata dall'assunzione concomitante di creatina durante dei test aerobici e anaerobici, anche se questi dati non sono particolarmente significativi. Risultati più importanti provengono da nuove ricerche: Fukuda et al. (2010) esaminarono l'effetto di un supplemento brevettato a base di creatina, caffeina e amminoacidi assunto nel pre-allenamento sulla prestazione di corsa anaerobica da parte di soggetti del college di entrambi i sessi. In un disegno crossover in singolo cieco, 10 soggetti assunsero la formula brevettata o il placebo pre-allenamento completando dei test a esaurimento sul treadmill a diverse intensità in prossimità del massimale. Il gruppo che assumeva il supplemento ottenne miglioramenti significativi in gran parte dei test. I ricercatori suggerirono che l'ingestione acuta del supplemento a base di caffeina, creatina e amminoacidi potesse essere una strategia efficace per migliorare la prestazione anaerobica, pur non avendo effetto sulla potenza aerobica. Altri risultati simili provengono da Spradley et al. (2012). In questo esperimento l'obiettivo era stabilire se un supplemento pre-allenamento brevettato dal nome di Assault, a base di caffeina, vitamine del gruppo B, aminoacidi e creatina, apportasse benefici su resistenza muscolare, capacità aerobica e anaerobica, e tempo di reazione su sportivi maschi amatori. Venti minuti dopo l'assunzione del supplemento, i soggetti eseguirono vari test aerobici e anaerobici in 3 occasioni separate nell'arco di 3 settimane. Venne osservato che l'assunzione della formula prima dell'esercizio fosse riuscita a migliorare la prestazione sotto l'aspetto dei tempi di reazione, resistenza muscolare nella parte inferiore del corpo, aumentando la percezione di energia e riducendo la fatica soggettiva.
In sintesi, anche se i risultati positivi ottenuti dall'assunzione di creatina e caffeina derivano da analisi sull'esercizio anaerobico cardiovascolare come in prossimità del massimale all'esaurimento, o l'High Intensity Interval Training (HIIT), ciò sembra mettere ampiamente in discussione gli effetti antagonisti delle sue sostanze rilevati dalla prima ricerca di Vandenberghe (1996) sull'esercizio coi pesi. Tuttavia, è necessario considerare che svariate delle ricerche che non segnalarono alcun antagonismo tra i due supplementi usavano protocolli di assunzione significativamente differenti da quelli dello studio belga. I protocolli di assunzione usati da Doherty (2002) e Lee (2011) prevedevano una fase di carico di creatina rispettivamente di 6 e 5 giorni con gli stessi dosaggi (0.3 g/kg) con assenza di caffeina, al quale seguì l'assunzione di caffeina (rispettivamente 5 e 6 mg/kg) durante il periodo dei test. Nella ricerca di Vandenberghe (1996), il protocollo di assunzione era sensibilmente differente, in quanto creatina e caffeina venivano assunte in concomitanza, durante il periodo dei test. Tralasciando le potenziali differenze tra i tipi di attività fisica (sovraccarichi e test cardiovascolare), ciò che può evidenziare delle differenze tra i test sono proprio le modalità di assunzione completamente differenti. Da quello che si è concluso, assumere in dissociazione creatina e caffeina, con un carico di creatina prima, e poi l'assunzione di caffeina in prossimità dei test, non porta a effetti ergolitici o inibitori. Mentre assumere le 2 sostanze in concomitanza nel periodo dei test può avere un effetto antagonista, anche se questo è stato discusso da altre evidenze, Fukuda et al., 2010; Spradley et al., 2012.

### Sicurezza medica della creatina
Come accennato, sono state diffuse spesso false informazioni per quanto concerne la sicurezza della creatina. Le sono stati attribuiti, da parte di media o credenze popolari, effetti avversi in realtà mai documentati in letteratura come disidratazione, crampi, danni ai reni e al fegato, lesioni muscolo-scheletriche, disturbi gastrointestinali o sindrome compartimentale anteriore. L'unico effetto collaterale clinicamente significativo riportato nella letteratura scientifica è l'aumento di peso. La letteratura scientifica suggerisce piuttosto che gli atleti effettivamente non sperimentano alcun maggior rischio di maggiore esposizione ai sintomi sopra citati, anzi la supplementazione di creatina potrebbe addirittura ridurre il rischio che si presentino alcuni di questi sintomi.

### Ulteriori benefici
A dispetto di una lunga serie di miti, equivoci e fraintendimenti, la creatina ha dimostrato di apportare svariati benefici per la salute, anche al di fuori del contesto sportivo, ad esempio in casi patologici. La creatina sembra avere un effetto nootropo, in quanto sono state dimostrate delle proprietà nel miglioramento della memoria e del punteggio in un test di intelligenza nei vegetariani e una riduzione della fatica mentale migliorando l'apporto di ossigeno al cervello. L'integratore è stato effettivamente utilizzato anche per trattare una varietà di condizioni mediche, tra cui una forma di distrofia muscolare e la sclerosi laterale amiotrofica. Sono stati trovati degli effetti positivi anche sulla tolleranza al glucosio se combinata con allenamento coi pesi e la supplementazione di proteine, o su soggetti diabetici di tipo 2.
Questo è un risultato di grande importanza, perché il diabete di tipo II è una delle malattie in maggiore crescita nel mondo occidentale. A ulteriore supporto per l'uso di creatina, è stato visto che la sua supplementazione può diminuire il livello di omocisteina, un indicatore tossico per le malattie cardiovascolari. Ciò significa che la creatina ha dimostrato di ridurre uno dei maggiori rischi di mortalità nel mondo occidentale. La ricerca ha anche dimostrato che la creatina può avere un effetto anti-infiammatorio in vitro, ma non è noto quanto questo beneficio possa essere riscontrabile nell'uomo. Un altro studio in vitro ha mostrato che la creatina possiede proprietà antiossidanti, un effetto dimostrato anche sull'uomo.
È stato dimostrato sui ratti che la creatina riesca ad avere un effetto antidepressivo mediato dall'attivazione dei recettori della dopamina, e riesca fornire dei benefici significativi per i giovani e gli anziani, migliorandone la qualità della vita, e riducendo l'aggravarsi di malattie associate alla sarcopenia e alla disfunzione cognitiva. Il supplemento ha mostrato benefici nel migliorare la funzionalità fisica in donne post-menopausali affette da osteoartrite alle ginocchia sottoposte a un programma con i pesi. È stato trovato che la creatina sia in grado di ridurre l'aumento dei marker del danno muscolare a seguito dell'esercizio coi pesi migliorando quello che viene definito repeated bout effect.

### Utilizzo nel cavallo da competizione
La creatinina e il suo precursore Creatininfosfato, sono l'unico composto sintetizzato dal fegato e facente parte del metabolismo energetico in grado di aumentare la concentrazione di ATP (Adenosintrifosfato)nel muscolo già dai primi secondi di sforzo. Proprio per questa sua caratteristica la Creatinina viene aggiunta come integratore nei mangimi complementari per cavalli soprattutto in quelli da competizione soggetti ad intenso allenamento. L'assunzione per bocca di 50 grammi giornalieri durante l'allenamento e la competizione aiutano il cavallo ad aumentare le concentrazioni ematiche di carnitina e forniscono al metabolismo una nuova riserva energetica pronta all'uso. Il miglioramento fisico che si può notare è notevole: l'aumento della massa muscolare e della forza muscolare associato a migliori prestazioni atletiche sono le principali caratteristiche dei cavalli sportivi trattati con questo integratore. La Creatina previene inoltre l'indesiderato accumulo di acido lattico favorendo al cavallo un miglior recupero fisico.

## Tipologie di creatina

### Creatina monoidrato
La creatina monoidrato (CM), commercializzata nei primi anni novanta, è la forma di creatina più comune, alla base di gran parte degli integratori e prodotti alimentari dietetici più frequentemente utilizzati nella letteratura scientifica. A partire dalla fine degli anni novanta sono state introdotte sul mercato nuove forme alternative di creatina, presumibilmente nel tentativo di differenziare la moltitudine di prodotti contenenti creatina a disposizione dei consumatori e migliorarne alcuni aspetti come la solubilità e l'efficacia, anche se spesso con scarso successo. Comunque la creatina monoidrato risulta una delle più efficaci, sicure, e ben studiate forme di creatina e supplementi ergogenici.

### Creatina etil-estere
La creatina etil-estere (CEE) ha una struttura chimica speciale che presumibilmente le permetterebbe di entrare liberamente nelle cellule senza l'uso di una proteina trasportatrice. Bisogna ricordare che la normale creatina necessita di una proteina specifica che, collocata all'esterno della cellula, si incarica di attirarla all'interno.
Spillane et al. (2009) sono stati l'unico gruppo di ricercatori che ha studiato l'impatto della supplementazione CEE sugli adattamenti indotti dall'allenamento coi pesi su soggetti allenati. I ricercatori hanno analizzato 30 atleti maschi allenati coi pesi in uno studio in doppio cieco, somministrando in maniera casuale 0.30 g/kg di massa magra al giorno (circa 20 gr/giorno) di un placebo, creatina mono-idrato, o CEE per 42 giorni. La supplementazione di CEE non ha promosso un maggiore livello di creatina muscolare totale in confronto al placebo. In termini di adattamenti indotti dall'allenamento, la supplementazione di CEE non ha promosso aumenti di massa corporea, massa magra, forza, o prestazioni nello sprint. Questi risultati indicano che la CEE non ha valore ergogenico apparente, tantomeno superiore alla normale creatina monoidrati, nonostante le dichiarazioni di molte aziende produttrici a ritenerla la forma di creatina superiore. Inoltre, dall'assunzione di CEE vennero osservati livelli di creatinina significativamente più elevati, indicando un degradazione in misura maggiore, rappresentando potenzialmente maggiori problemi di sicurezza.

### Creatina tamponata
La creatina tamponata, nota con il nome commerciale Kre Alkalyn, viene elaborata a un pH più alto, e avrebbe un impatto meno acido sul corpo. È stato proposto che questa promuova una maggiore ritenzione muscolare di creatina e maggiori adattamenti in risposta all'allenamento, con un minori effetti collaterali a dosi più basse, per gli atleti che si allenano coi pesi. La creatina tamponata è sembrata migliore perché se ne utilizza una minore quantità risultando in una minore conversione al metabolita creatinina, che è leggermente tossico. Anche se non è opportuno consumare direttamente creatinina, la sua conversione dalla creatina nel corpo è insignificante e non produce effetti tossici. La creatina tamponata è stata inizialmente presentata come una forma di creatina superiore o più efficace ma ricerche (Jagim et al., 2012) hanno stabilito che questa non abbia in realtà alcuna proprietà superiore, risultando egualmente efficace se paragonata alla normale creatina monoidrato.

### Siero di creatina
Il siero di creatina è caduto in declino da diversi anni, ma si trova ancora in vendita. Le ricerche che ne hanno analizzato gli effetti ne hanno smentito l'efficacia, probabilmente a causa del fatto che la creatina di solito si degrada nei liquidi. Alcuni rapporti indicano che i prodotti di creatina liquidi praticamente non contengono creatina, ma piuttosto metabolita moderatamente tossico creatinina. In passato, dei laboratori indipendenti hanno studiato questo fenomeno scoprendo che la creatina una forma commerciale di siero di creatina, la Serum ATP Advantage (prodotta da Muscle Marketing USA), conteneva il 90% di creatinina.

### Creatina effervescente
È stato dimostrato che un tipo di creatina effervescente (di creatina citrato) abbia migliori proprietà solubili in acqua. Nonostante questi dati, la creatina effervescente ha dimostrato di non avere alcun effetto, anche quando assunta in combinazione con ribosio e glutammina.

### Creatina magnesio chelato
La creatina magnesio chelato combina creatina e il minerale magnesio. Questa varietà sarebbe stata elaborata col fine di migliorarne l'assimilazione e migliorare la prestazione rispetto alla creatina monoidrato. Nonostante un primo studio suggerì che questo tipo di creatina producesse vantaggi sulla prestazione superiori alla creatina monoidrato, questi risultati non furono confermati da analisi successive.

### Creatina citrato
La creatina citrato (CC) è composta da creatina, fosforo e acido citrico. Questa è stata utilizzata in diversi studi sulla prestazione sportiva, tuttavia, nessuno di questi studi ha confrontato il prodotto con la creatina monoidrato. Ad alte dosi, la supplementazione CC a breve termine (4 × 5 g al giorno per 5 giorni) hanno dimostrato di aumentare la capacità anaerobica in donne sane fisicamente attive e di ritardare l'insorgenza della fatica neuromuscolare durante il cicloergometro. In alcuni studi la supplementazione di creatina citrato è stata in grado di migliorare la prestazione nell'esercizio intermittente, e di elevare la soglia ventilatoria durante l'HIIT. Anche se questi studi sono interessanti, sono necessarie ulteriori ricerche, soprattutto nel confronto con la creatina monoidrato, prima di concludere l'apporto di ulteriori benefici.

### Creatina malato
La creatina malato è composta da creatina e acido malico. Spesso viene chiamata tricreatina malato perché composta da tre molecole di creatina monoidrato legate a una molecola di acido malico. L'acido malico è un acido organico coinvolto nel ciclo di Krebs contribuendo al processo di produzione energetica. I pregi della creatina malato sarebbero da ritrovare in una maggiore solubilità, maggiore digeribilità, maggiore biodisponibilità, l'assenza di disturbi gastrici e un maggiore effetto su ciclo dell'ATP. Questi benefici però non sembrerebbero essere stati analizzati e confermati in letteratura.

### Creatina piruvato
La creatina piruvato (CPY) è una molecola composta dall'unione di creatina e piruvato, entrambe importanti per la produzione di energia e per la sintesi proteica. Il piruvato stimola l'estrazione di glucosio dal sangue nel muscolo a riposo e durante l'esercizio, e questo può essere benefico nella prestazione di resistenza.
Due studi hanno valutato l'effetto della supplementazione di CPY sulla prestazione di resistenza a breve, mostrando risultati contrastanti. A questo proposito,llo di assunzione di CPY 7 g al giorno per 7 giorni non avuto alcun impatto benefico sulla capacità di resistenza o sugli sprint intermittenti su ciclisti allenati, mentre 7.5 g al giorno per 5 giorni hanno mostrato un aumento velocità di remata e una riduzione delle concentrazioni di lattato nei canoisti olimpici, provocando un aumento del metabolismo aerobico. Uno studio in doppio cieco randomizzato ha valutato l'effetto della supplementazione orale di CPY sulla prestazione fisica in giovani atleti sani, rispetto al placebo e alla creatina citrato. Si è concluso che 4 settimane di supplementazione con entrambe le forme di creatina hanno migliorato significativamente le prestazioni durante l'esercizio intermittente a intensità massimale, suggerendo che la CPY possa essere utile nell'esercizio di endurance grazie all'effetto favorevole sull'attività del metabolismo aerobico. Questo studio è stato il primo a indicare che la creatina piruvato può essere potenzialmente più vantaggiosa rispetto alla monoidrato. Tuttavia, sono necessarie ulteriori ricerche confermare questa conclusione.

### Creatina taurinato
La creatina taurinato è il sale stabile della creatina legato all'amminoacido taurina. La taurina ha svariate funzioni, come quella di mimare l'azione dell'insulina, di conseguenza ciò migliorerebbe il trasporto di glucosio ai muscoli. Si è ipotizzato che la taurina possa agire per migliorare la ritenzione di creatina, limitando la formazione di creatinina. Tuttavia queste ipotesi non sono state confermate.

### Creatina gluconato
La creatina gluconato è una molecola di creatina legata a una molecola di acido gluconico. Poiché è stato riscontrato che l'assunzione di creatina in concomitanza con i carboidrati o altre fonti che elevano l'insulina ne migliora la ritenzione intramuscolare, è stato proposto l'abbinamento tra acido gluconico e creatina per migliorare l'assorbimento.

### Ulteriori combinazioni
Negli anni sono state proposte molte combinazioni tra creatina e altre sostanze o integratori. Alcune di queste formule e combinazioni includono creatina fosfato, creatina + HMB, creatina + bicarbonato di sodio, creatina magnesio-chelato, creatina + glicerolo, creatina + glutammina, creatina + β-alanina, creatina con estratto cinnulin (estratto di cannella). È stato segnalato che la maggior parte di queste forme di creatina non siano migliori della creatina tradizionale in termini di aumento della forza o delle prestazioni